# Sultan Beybars
 (janvier 2022).
Si vous disposez d'ouvrages ou d'articles de référence ou si vous connaissez des sites web de qualité traitant du thème abordé ici, merci de compléter l'article en donnant les références utiles à sa vérifiabilité et en les liant à la section « Notes et références ».
Pour plus de détails, voir Fiche technique et Distribution.
Sultan Beybars (Султан Бейбарс) est un film biographique soviétique réalisé par Boulat Mansourov, sorti en 1989.

## Synopsis
Le film suit la destinée de Baybars, ancien esclave d'origine kiptchake devenu maître du sultanat d’Égypte. Ayant appris les arts de la guerre, il est acheté par Sayf al-Dîn Qutuz et devient grâce à son endurance, sa force, sa prudence et son génie le chef de la garde personnelle du sultan Aybak. Lorsque Qutuz renverse ce dernier, Baybars devient vice-sultan. Puis, en 1260, il mène les troupes contre l'invasion mongole et vainc les Mongols à la bataille d'Aïn Djalout, avant de renverser son ancien maître Qutuz et de devenir lui-même sultan.

## Fiche technique
- Titre original : Sultan Beybars
- Réalisation : Boulat Mansourov
- Scénario : Maurice Simashko et Boulat Mansourov
- Musique : Alexandre Lounatcharski
- Décors : Rustam Odinaev et Mikhail Kolbasovsky
- Photographie : Bek Baktybekov, Nikolay Vasilkov
- Son : Kadyr Kusaev
- Société de production : Kazakhfilm Studios
- Pays d'origine :  Kazakhstan
- Langue originale : russe
- Format : Couleurs - 35 mm - 1,37:1
- Genre : film biographique
- Langue : russe
- Durée : 140 minutes
- Dates de sortie[2]:
  - Russie : 1989
  - URSS : janvier 1990

## Distribution
- Nurmukhan Zhanturin : Baybars (sultan)[3]
- Daulet Beisenov : Baybars (mamelouk)
- Farkhad Amankulov : Baybars (esclave)
- Tatiana Plotnikova : Shadiyar
- Boris Khmelnitsky : Qutuz
- Artyk Jalliev : Turpan
- Dzhambul Khudajbergenov : Turpan (jeune)
- Giuli Chokhonelidze : Barat
- Gela Lezhava : Barat (jeune)
- Leonid Kouravliov : anonyme
- Moukhamadali Makhmadov : Chamil
- Kenenbay Kozhabekov : Sultan Salih
- Bolot Beïchenaliev : Qala'ûn
- Dogdurbai Kydyraliev : Qala'ûn (jeune)